# 三月二十六日运动
三月二十六日运动（西班牙語：Movimiento 26 de Marzo，缩写为26M）是乌拉圭的一个政党。
该党成立于1971年3月。该党的意识形态为共产主义、马克思列宁主义。该党的政治立场是左翼。该党是圣保罗论坛和玻利瓦尔人民大会的成员。
从成立时至2008年3月，该党一直是广泛阵线的成员。2013年，该党和乌拉圭其它几个左翼政党组成选举联盟人民团结。在2014年乌拉圭大选中，该党领导人爱德华多·卢比奥作为人民团结候选人当选众议员。